# ヴァン・クライバーン

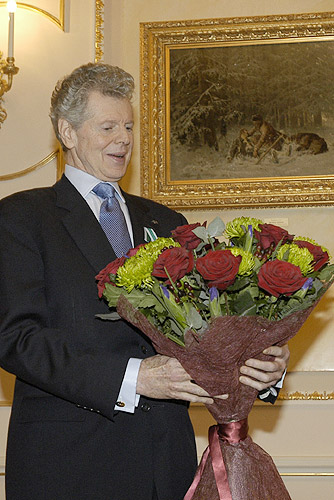
ロシアのモスクワで友好勲章を受章（2004年）

ヴァン・クライバーン（Van Cliburn、1934年7月12日 - 2013年2月27日）は、アメリカ合衆国のピアニストである。

## 略歴
アメリカ合衆国ルイジアナ州のシュリーブポートという町の生まれで、本名はハーヴィー・ラヴァン・クライバーン・ジュニア（Harvey Lavan Cliburn Jr.）。
6歳でテキサス州に家族とともに引っ越した。12歳で州のコンクールに優勝してヒューストン交響楽団と共演した。ロジーナ・レヴィーンに師事した後、1958年、23歳で世界的に権威のある第1回チャイコフスキー国際コンクールで優勝。このコンクールは1957年10月のスプートニク1号打ち上げによる科学技術での勝利に続く芸術面でのソビエトの優越性を誇るために企画された。クライバーンのチャイコフスキー協奏曲第1番とラフマニノフ協奏曲第3番の演奏後はスタンディングオベーションが8分間も続いた。審査員一同は審査終了後、ニキータ・フルシチョフに向かって、アメリカ人に優勝させてもよいか、慎重に聞いた。フルシチョフは「彼が一番なのか?」と確認し、「それならば賞を与えよ」と答えた。冷戦下のソ連のイベントに赴き優勝したことにより、一躍アメリカの国民的英雄となる。このコンクールに審査員として参加していたスヴャトスラフ・リヒテルは、クライバーンに満点の25点を、他の者すべてに0点をつけた。凱旋公演では、コンクール本選で指揮を担当したキリル・コンドラシンを帯同させている。この優勝を祝してヴァン・クライバーン国際ピアノコンクールが1962年より開催されている。1966年には初来日も果たした。
クライバーンの『チャイコフスキー：ピアノ協奏曲第1番』（コンドラシン指揮RCA交響楽団）（1958年）は全世界で100万枚以上を売り上げ、ビルボードのポップアルバムチャートで1位（7週連続）を獲得した唯一のクラシック作品である（2007年現在）。キャッシュボックスのポップアルバムチャートでも最高2位を記録。続く『ラフマニノフ：ピアノ協奏曲第3番』（コンドラシン指揮シンフォニー・オブ・ジ・エア
）もビルボードのポップアルバムチャートで最高10位を獲得している。
そのあとクライバーンは父とマネージャーの死をショックに1978年から長期間のブランクに入り、8年ほど演奏する機会をほとんど失ってしまったものの1987年にカムバックした。1989年にモスクワへ赴き1991年には再来日を果たした。ただしピアニストの中村紘子は「その演奏はもはや正面きってどうのこうの、といえるような対象ではありませんでした」と論じ、「彼が芸術家として成熟することなく終わってしまったのは、結局アメリカのこの豊かさ、楽しい生活に問題があったのではないか、と考えたものです」と述べた。黒田恭一もNHK-FM「20世紀の名演奏」のクライバーン特集会で、彼の挫折の件について番組の最後に手短に触れた。
2003年に大統領自由勲章、2004年に友好勲章（ロシア）を受章。2013年2月27日、骨腫瘍で死去。

## ディスコグラフィ
- 『チャイコフスキー: ピアノ協奏曲第1番』 - Tchaikovsky Concerto No. 1 (1958年、RCA Victor) ※1958年5月30日録音
- 『ラフマニノフ: ピアノ協奏曲第3番』 - Rachmaninoff Concerto No. 3 (1959年、RCA Victor) ※1958年5月19日録音
- 『シューマン: ピアノ協奏曲』 - Schumann Concerto (1960年、RCA Victor) ※1960年4月16日録音
- Prokofiev and MacDowell Concertos (1961年、RCA Victor) ※1960年10月録音
- Beethoven “Emperor” Concerto (1961年、RCA Victor) ※1961年5月録音
- 『ショパン: 名曲集』 - My Favorite Chopin (1961年、RCA Victor) ※1961年5月録音
- Brahms Concerto No. 2 (1962年、RCA Victor) ※1961年5月録音
- Rachmaninoff Concerto No. 2 (1962年、RCA Victor) ※1962年3-4月録音
- Beethoven Concerto No. 4 (1963年、RCA Victor) ※1963年4月録音
- Brahms Piano Concerto No. 1 (1964年、RCA Victor) ※1964年3月録音
- Van Cliburn Conducts (1965年、RCA Victor) ※1964年8月録音
- Beethoven: “Les Adieux” Sonata, Mozart, Sonata in C (1966年、RCA Victor) ※1966年3月、8月録音
- Chopin (1968年、RCA Victor) ※1967年8月録音
- Grieg, Liszt Concertos (1969年、RCA Red Seal) ※1968年8月12日録音
- Chopin: Concerto No. 1 (1970年、RCA Red Seal) ※1969年8月18日録音
- 『月の光～アンコール集』 - My Favorite Encores (1970年、RCA Red Seal) ※1970年8月録音
- Rachmaninoff, Liszt (1971年、RCA Red Seal) ※1970年5月7日録音
- Prokofiev, Barber Sonatas (1971年、RCA Red Seal) ※1967年8月、1970年8月録音
- Beethoven Piano Concerto No. 3 (1971年、RCA Red Seal) ※1971年3月録音
- My Favorite Brahms (1971年、RCA Red Seal) ※1970年8月、1971年7-8月録音
- Beethoven Sonatas (1971年、RCA Red Seal) ※1970年8月録音
- Chopin's Greatest Hits (1972年、RCA Red Seal) ※1961年5月、1970年8月、1971年8月録音
- My Favorite Debussy (1972年、RCA Red Seal) ※1972年1月録音
- The World's Favorite Piano Music (1972年、RCA Red Seal) ※1971年7-8月、1972年1-2月録音
- Rachmaninoff (1973年、RCA Red Seal) ※1960年6月、1970年8月、1971年8月、1972年8月録音
- A Romantic Collection (1976年、RCA Red Seal) ※1971年8月、1975年7-8月録音
- Van Cliburn plays Liszt (1976年、RCA Red Seal) ※1973年8月、1975年7月録音
- Van Cliburn plays Brahms (1977年、RCA Red Seal) ※1970年8月、1972年8月、1973年8月、1975年7-8月録音
- Van Cliburn in Moscow (1994年、RCA Victor) ※1972年録音
- 1958 Tchaikovsky Competition (2008年、Testament) ※1958年録音
- 『クライバーン・リサイタル1959』 - Recital (2009年、Testament) ※1959年6月録音